# Équipe d'Afrique du Sud de rugby à XV à la Coupe du monde 2007
L'équipe d'Afrique du Sud de rugby à XV a remporté la Coupe du monde de rugby 2007 qui se déroulait en France.
Lors du premier match l'opposant à Samoa, elle bat l'équipe adverse 59-7.
Pour le choc contre les tenants du titre, les Springboks sont encore une fois présents, très appliqués dans le jeu au pied et très réalistes, punissant les Anglais 36-0.
L'Afrique du Sud met au repos ou sur le banc les titulaires pour le match contre les Tonga, les cadres entrent en deuxième période pour une victoire serrée 30-25.
Avec une dernière victoire contre les États-Unis, l'Afrique du Sud termine première de poule. 
Elle affronte les Fidji en quart de finale pour une victoire 37-20. 
Avec l'élimination surprise des Wallabies et des All Blacks, elle est la dernière nation du Tri-nations présente dans le tournoi. Elle confirme sa suprématie sur les Argentins (12 victoires et aucune défaite) en bonifiant tous les déchets des attaques des Pumas. Bryan Habana inscrit deux essais pour rejoindre Jonah Lomu, meilleur réalisateur lors d’une coupe du monde avec huit essais inscrits.
En finale, les Springboks se sont vus affronter l'équipe d'Angleterre qu'ils avaient battu sur le score sans appel de 36 à 0 durant les phases de poule. L'Afrique du Sud remporte cette finale 15 à 6. 
L'Afrique du Sud, qui n'avait pas été invitée aux 2 premières coupes du monde (1987 et 1991) pour cause d'apartheid, présente un excellent bilan : deux titres (1995-2007), une défaite en demi-finale contre l'Australie futur vainqueur (1999) et une présence en quart de finale (2003). Elle devient également numéro 1 au classement IRB. La victoire des Springboks est fêtée dans toute l'Afrique du Sud bien que des voix s'élèvent, notamment au gouvernement, contre le fait que la population noire soit sous-représentée dans l'équipe nationale,,. Les Springboks ont été invaincus pendant la compétition, ils possèdent le meilleur réalisateur de l'épreuve, Percy Montgomery, et le meilleur marqueur d'essais, Bryan Habana, qui a été désigné comme le meilleur joueur de rugby à XV de l'année par l'IRB.

## Les 30 sélectionnés
Voici la liste des trente sélectionnés pour la Coupe du monde 2007 :
| Joueur              | Poste                | Club                 |
| ------------------- | -------------------- | -------------------- |
| Bakkies Botha       | Deuxième ligne       | Bulls                |
| Brendon Botha       | Pilier               | Sharks               |
| Gary Botha          | Talonneur            | Bulls                |
| Schalk Burger       | Troisième ligne aile | Stormers             |
| Bismarck du Plessis | Talonneur            | Sharks               |
| Os du Randt         | Pilier               | Central Cheetahs     |
| Victor Matfield     | Deuxième ligne       | Bulls/RC Toulon      |
| Johann Muller       | Deuxième ligne       | Sharks               |
| Danie Rossouw       | Troisième ligne aile | Bulls                |
| Bobby Skinstad      | Numéro 8             | Lions                |
| John Smit           | Talonneur            | Sharks /ASM Clermont |
| Juan Smith          | Troisième ligne aile | Central Cheetahs     |
| Gurthro Steenkamp   | Pilier               | Lions                |
| Albert van den Berg | Deuxième ligne       | Sharks               |
| CJ van der Linde    | Pilier               | Central Cheetahs     |
| Wikus van Heerden   | Troisième ligne aile | Lions                |

| Joueur                   | Poste               | Club                       |
| ------------------------ | ------------------- | -------------------------- |
| Jean de Villiers         | Trois-quarts centre | Stormers                   |
| Fourie du Preez          | Demi de mêlée       | Bulls                      |
| Jaque Fourie             | Trois-quarts centre | Lions                      |
| Bryan Habana             | Ailier              | Bulls                      |
| Butch James              | Demi d'ouverture    | Sharks/{Bath}              |
| Enrico Januarie          | Demi de mêlée       | Lions                      |
| Percy Montgomery         | Arrière             | Sharks/USA Perpignan       |
| Akona Ndungane           | Ailier              | Lions                      |
| Wynand Olivier           | Trois-quarts centre | Bulls                      |
| Ruan Pienaar             | Demi de mêlée       | Sharks                     |
| Jon-Paul Roger Pietersen | Ailier              | Sharks                     |
| Andre Pretorius          | Demi d'ouverture    | Lions                      |
| François Steyn           | Trois-quarts centre | Sharks                     |
| Ashwin Willemse          | Ailier              | Lions / Biarritz olympique |

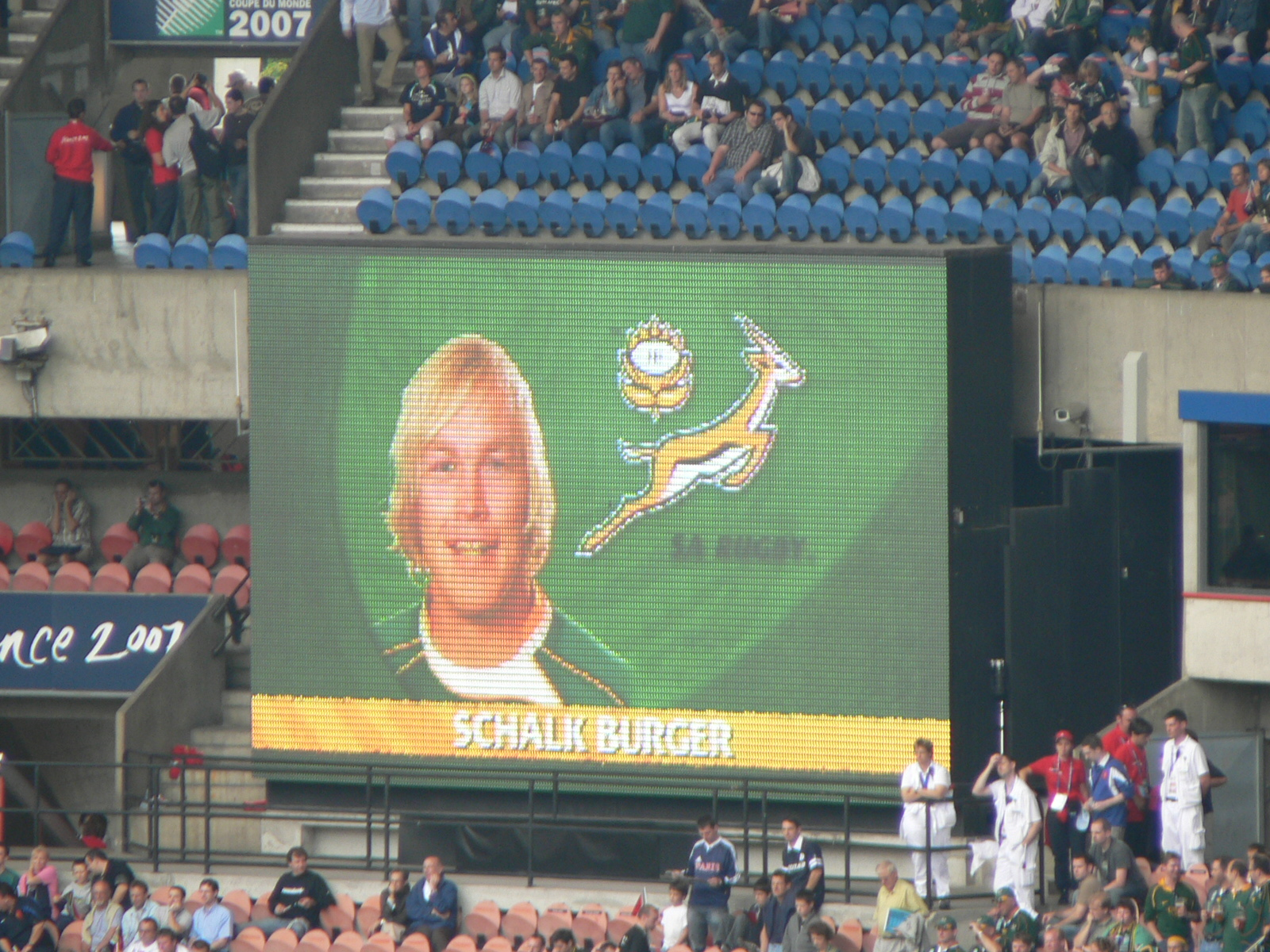
Match Afrique du Sud vs Samoa
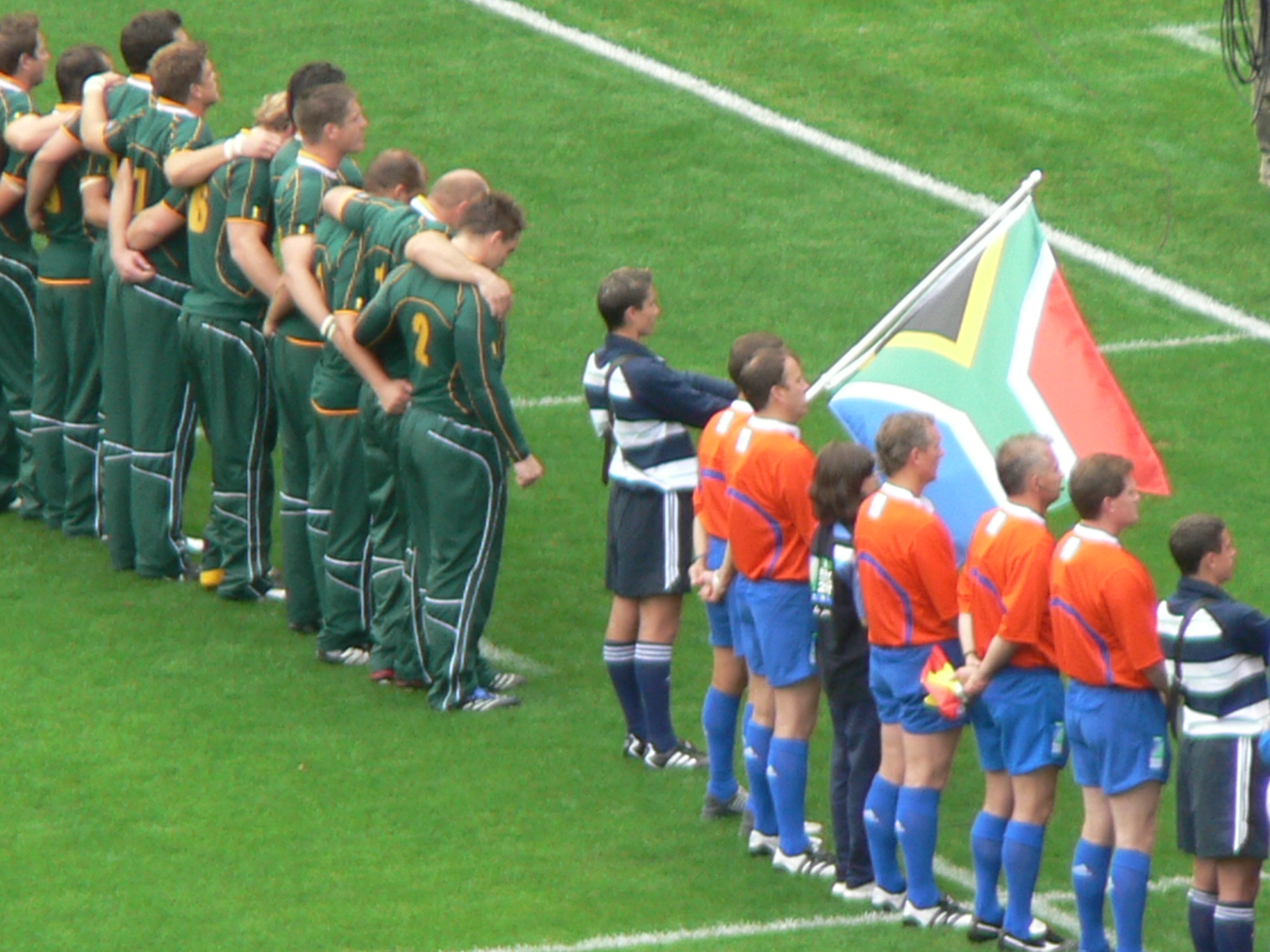
Match Afrique du Sud vs Samoa
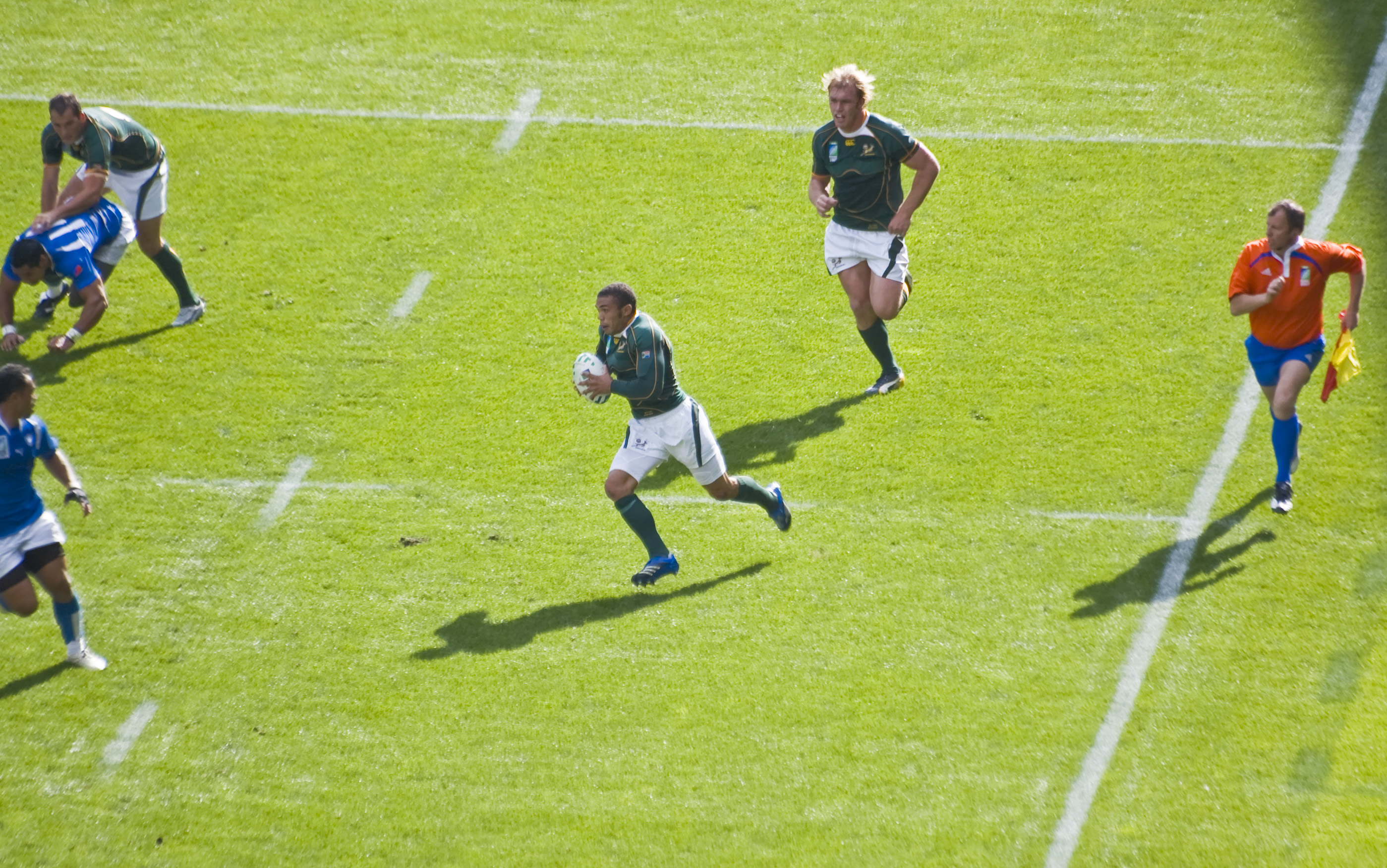
Bryan Habana
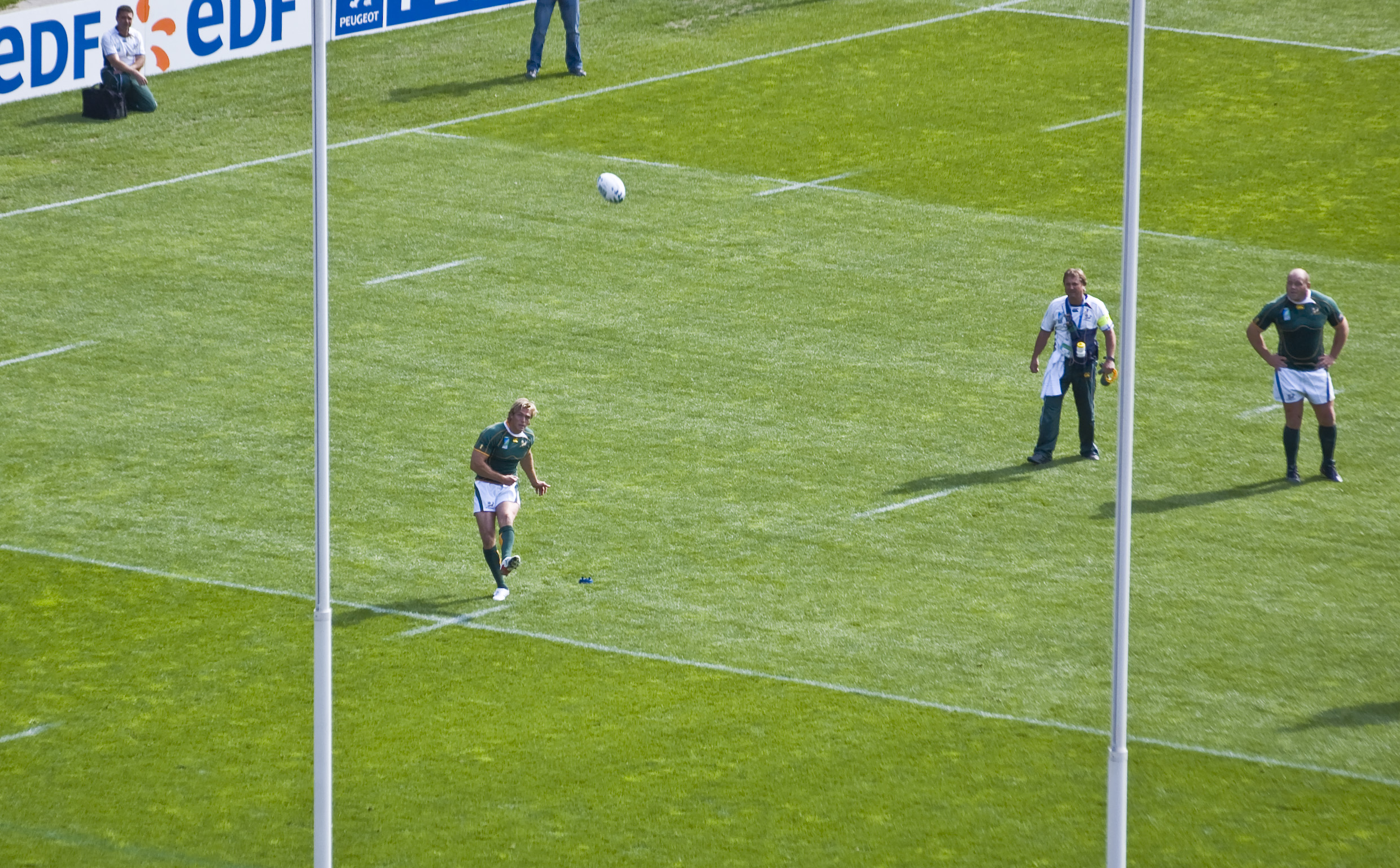
Percy Montgomery
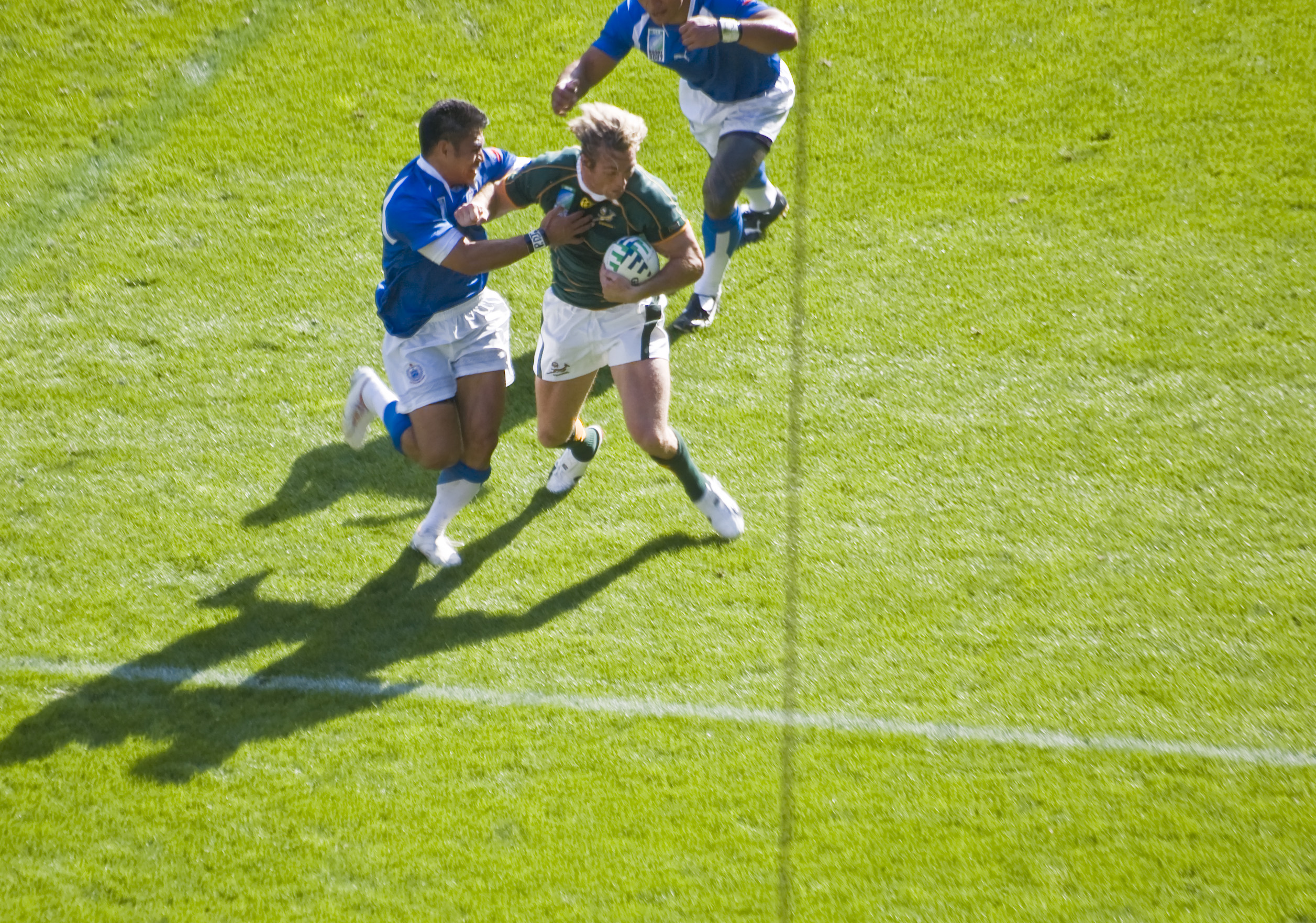
Percy Montgomery
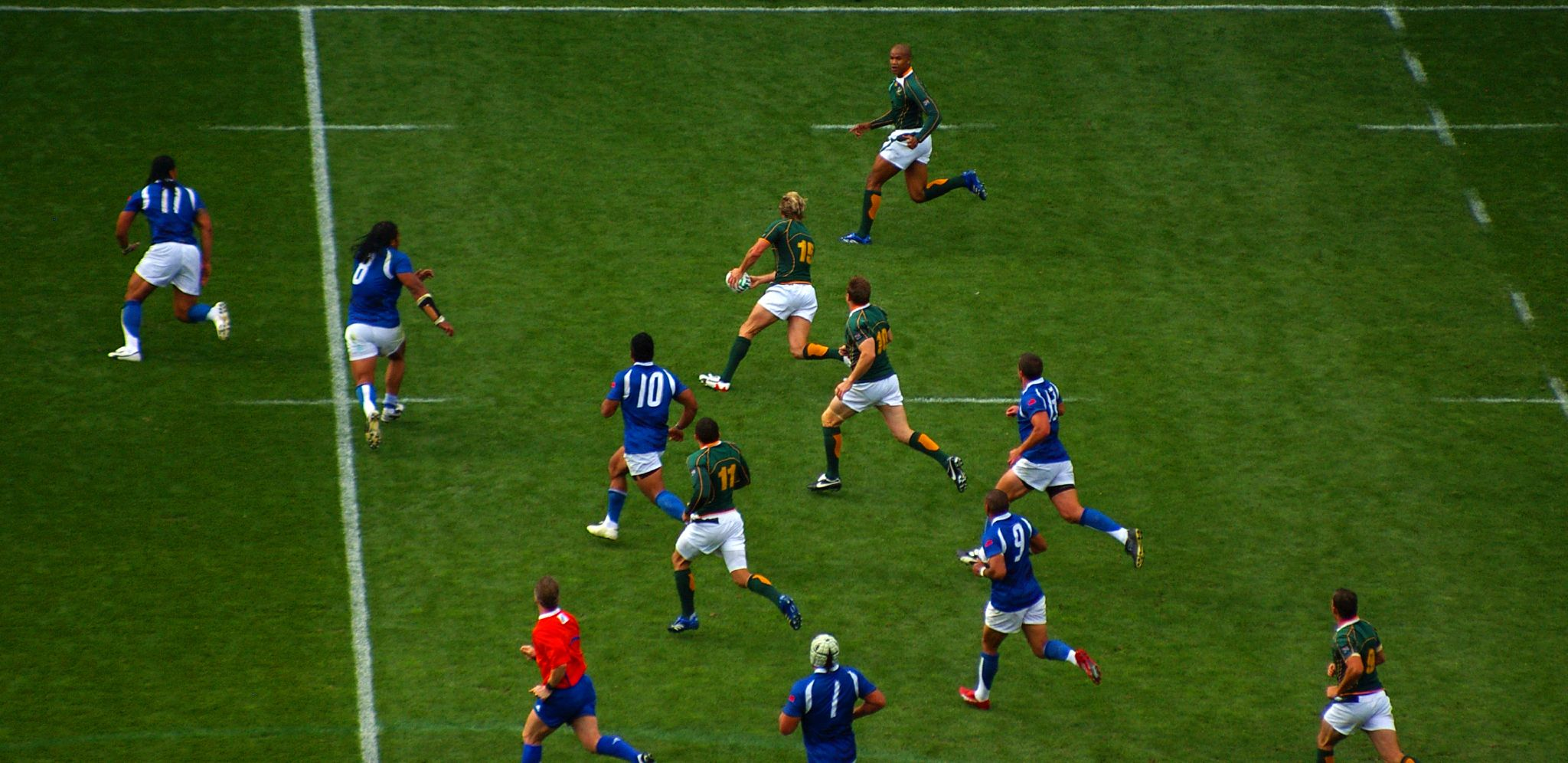
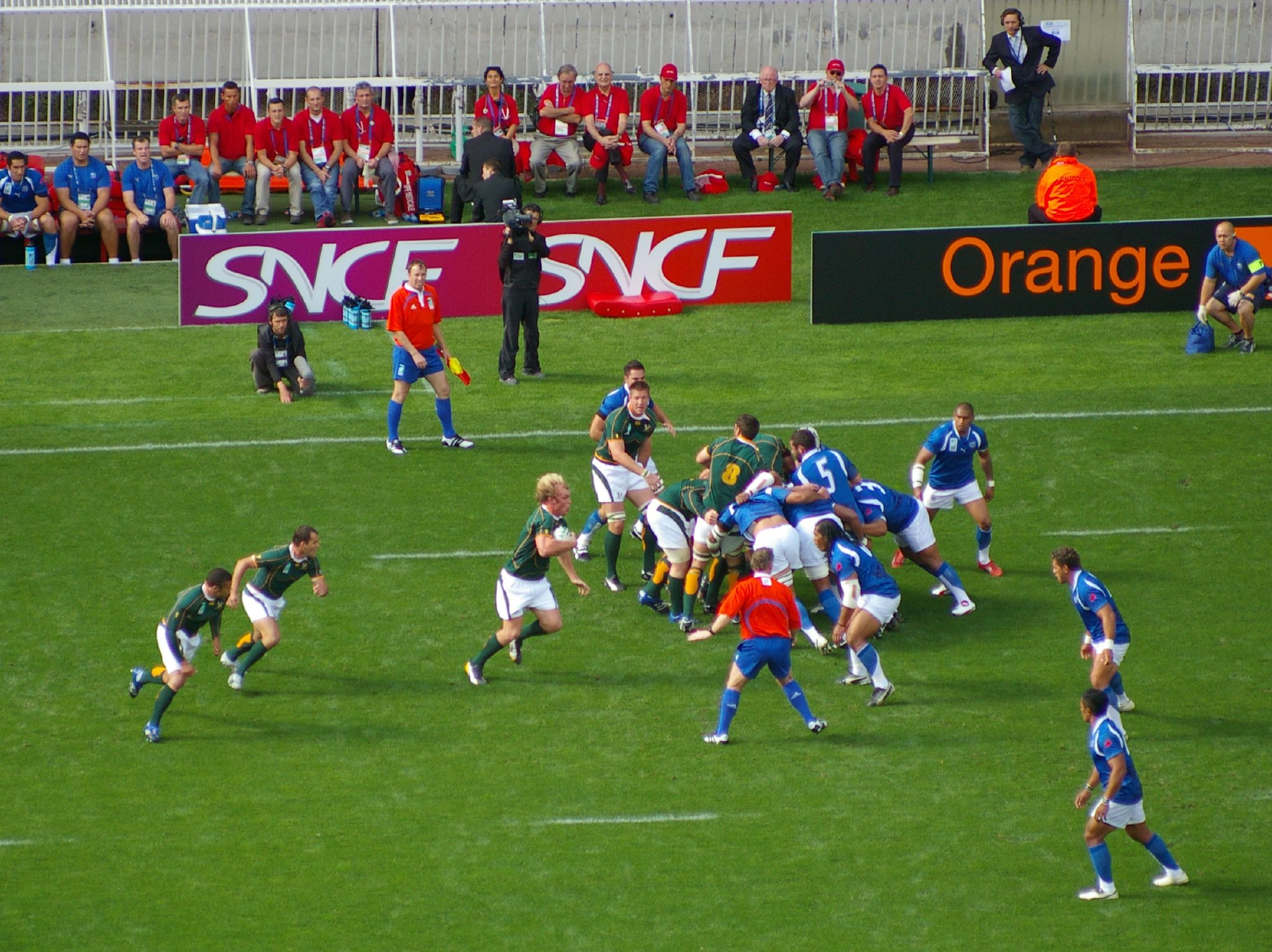
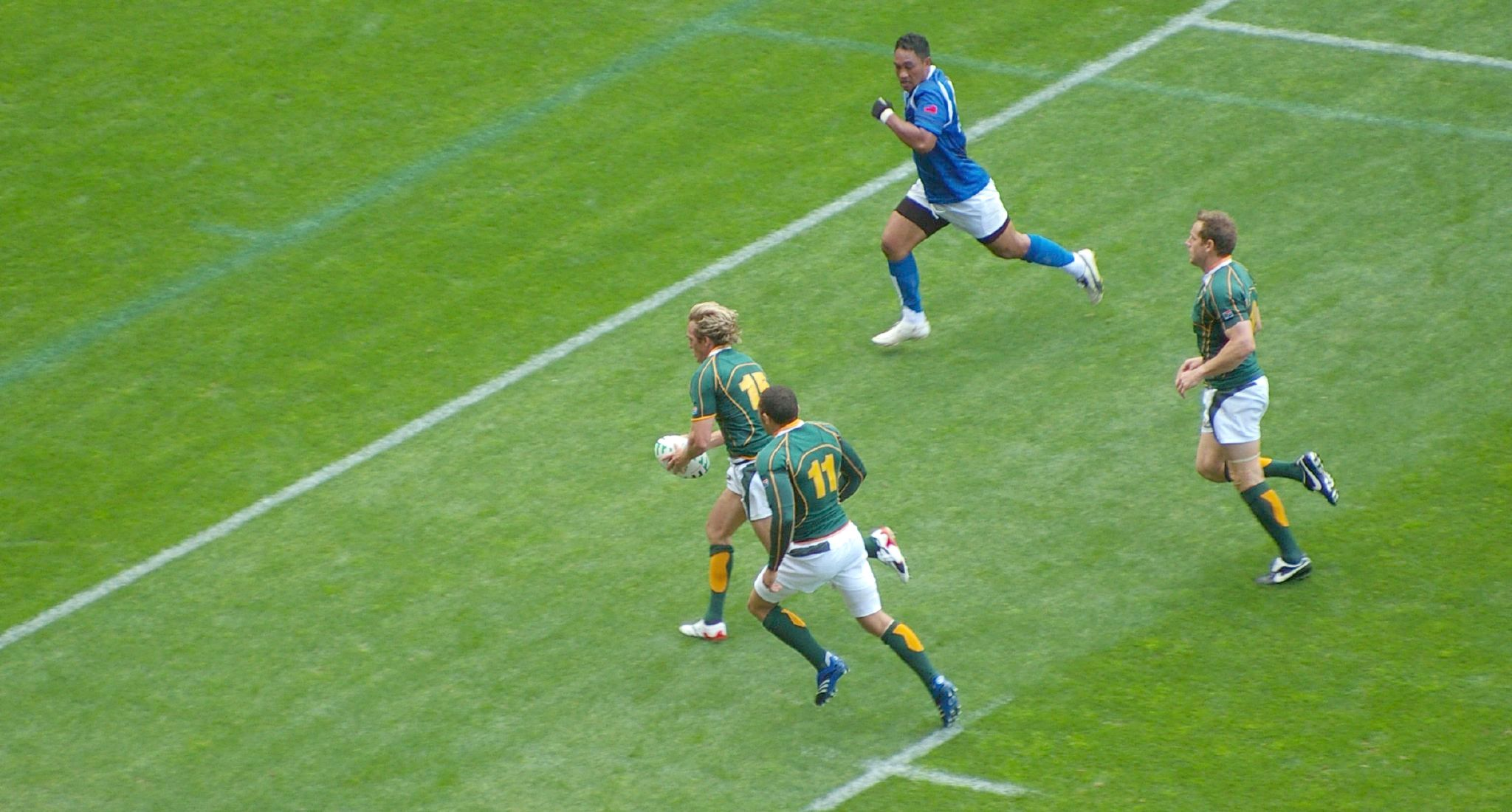

## La Coupe du Monde
L'Afrique du Sud dispute quatre matches préliminaires dans la Poule A.

### Match 1: Afrique du Sud-Samoa: 59-7 (9 septembre 2007,Parc des Princes,Paris)
Date : 9 septembre 2007

Composition des équipes

Stade : Parc des Princes, Paris ( France)
Arbitre : Paul Honiss 
Composition des équipes :
Afrique du Sud

Titulaires : Percy Montgomery, JP Pietersen, Jaque Fourie, Jean de Villiers, Bryan Habana, Butch James, Fourie du Preez, Danie Rossouw, Juan Smith, Schalk Burger, Victor Matfield, Bakkies Botha, CJ van der Linde, John Smit (cap.), Os du Randt

Remplaçants : Bismarck du Plessis, BJ Botha, Johann Muller, Wikus van Heerden, Ricky Januarie, André Pretorius, François Steyn
Samoa

Titulaires : David Lemi, Lome Fa'atau, Gavin Williams, Jerry Meafou, Alesana Tuilagi, Eliota Fuimaono-Sapolu, Junior Poluleuligaga, Henry Tuilagi, Semo Sititi (cap.), Daniel Leo, Kane Thompson, Joe Tekori, Census Johnston, Mo Schwalger, Justin Va'a

Remplaçants : Tani Fuga, Kas Lealamanua, Alfie Vaeluaga, Justin Purdie, Elvis Seveali'i, Loki Crichton, Brian Lima
Points marqués :
Afrique du Sud : 8 essais de Habana (33e, 56e, 66e, 76e), Fourie (47e), Montgomery (40e, 53e), Pietersen (80e), 5 transformations de Montgomery (40e, 48e, 57e, 67e, 80e), 3 pénalités de Montgomery (3e, 10e, 15e)

### Match 2:Angleterre-Afrique du Sud: 0 - 36 (14 septembre 2007,Stade de FranceSaint-Denis)
Date : 14 septembre 2007

Composition des équipes

Stade : Stade de France Saint-Denis ( France)
Arbitre : Joël Jutge
Composition des équipes :
Afrique du Sud

Titulaires : 15 Percy Montgomery, 14 JP Pietersen, 13 Jaque Fourie, 12 François Steyn, 11 Bryan Habana, 10 Butch James, 9 Fourie du Preez, 8 Danie Rossouw, 7 Juan Smith, 6 Wikus van Heerden, 5 Victor Matfield, 4 Bakkies Botha, 3 Brendon Botha, 2 John Smit (capitaine), 1 Os du Randt

Remplaçants : 16 Bismarck du Plessis, 17 CJ van der Linde, 18 Johann Muller, 19 Bob Skinstad, 20 Ruan Pienaar, 21 André Pretorius, 22 Wynand Olivier
Angleterre

Titulaires : 15 Jason Robinson, 14 Josh Lewsey, 13 Jamie Noon, 12 Mike Catt, 11 Paul Sackey, 10 Andy Farrell, 9 Shaun Perry, 8 Nick Easter, 7 Tom Rees, 6 Martin Corry (cap.), 5 Ben Kay, 4 Simon Shaw, 3 Matt Stevens, 2 Mark Regan, 1 Andrew Sheridan

Remplaçants : 16 George Chuter, 17 Perry Freshwater, 18 Steve Borthwick, 19 Lewis Moody, 20 Andy Gomarsall, 21 Peter Richards, 22 Mathew Tait
Points marqués :
Afrique du Sud : 3 essais de Smith (6e), Pietersen (38e, 63e), 3 transformations de Montgomery (7e, 39e, 64e), 5 pénalités de Steyn (12e), Montgomery (36e, 46e, 55e, 79e)

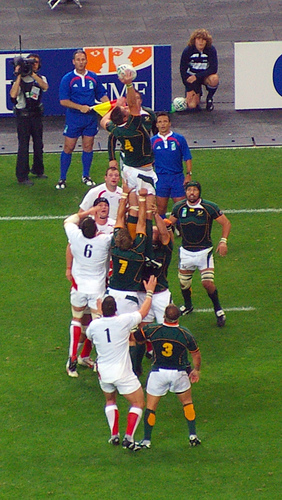
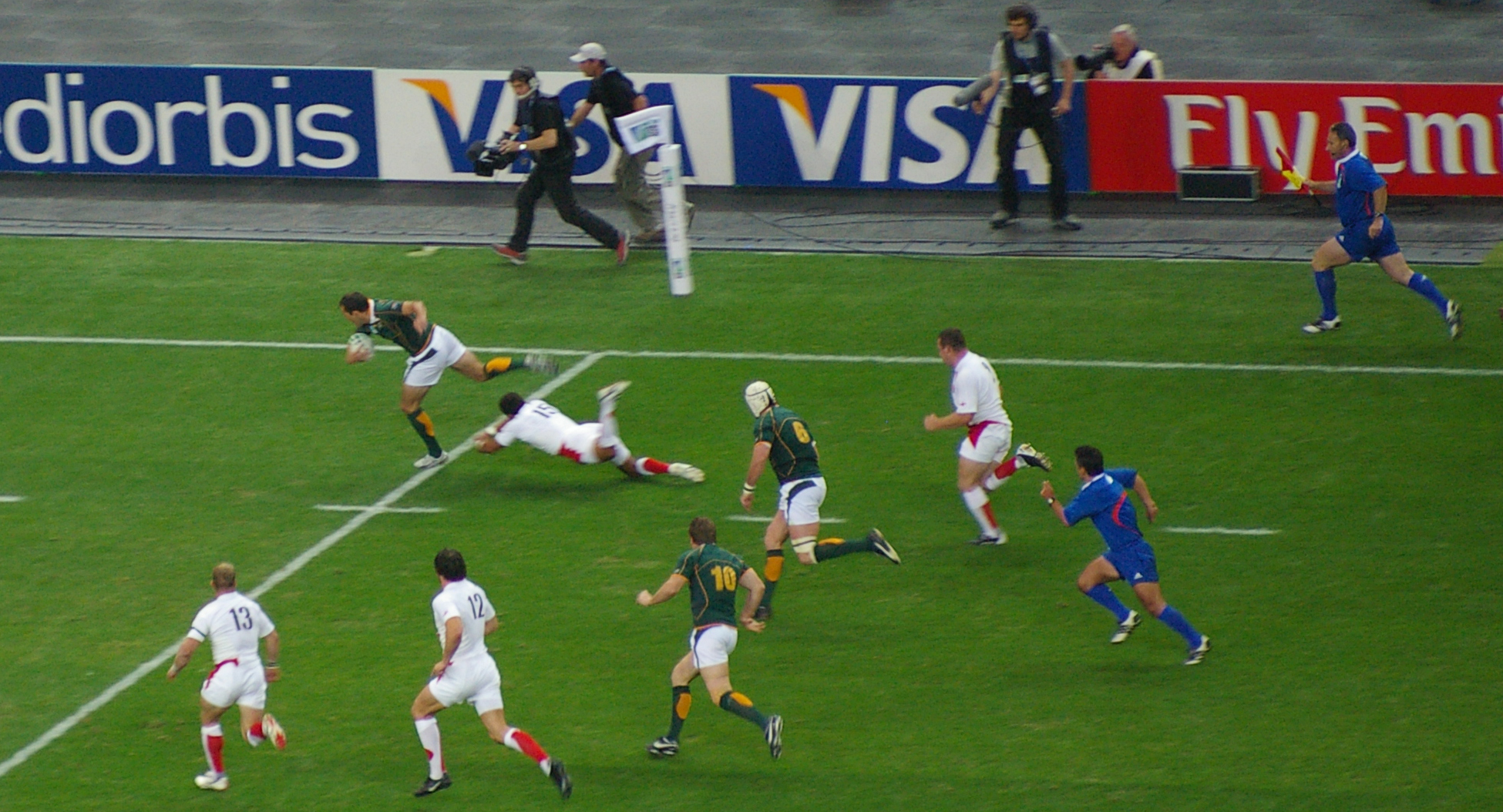
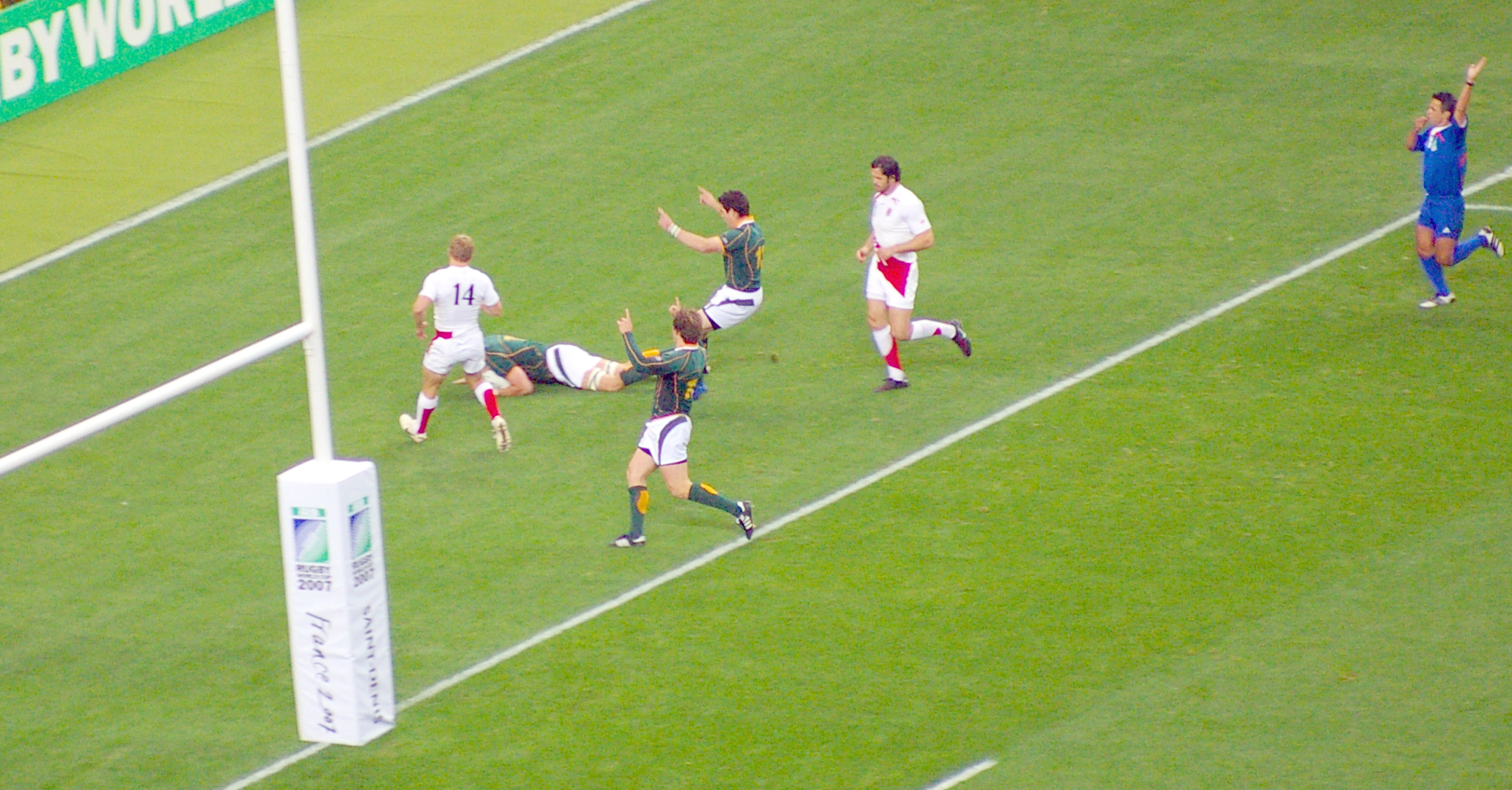
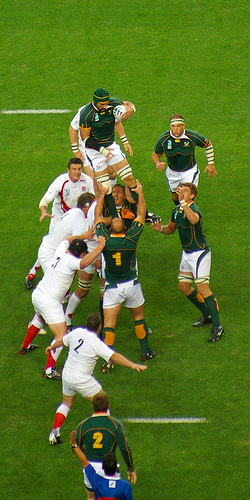

### Match 3: Afrique du Sud-Tonga: 30-25 (22 septembre 2007,stade Félix-Bollaert(Lens)
Date : 22 septembre 2007
Stade : Stade Félix-Bollaert, Lens ( France)
Arbitre : Wayne Barnes 
Composition des équipes :
Afrique du Sud

Titulaires : 15 Ruan Pienaar, 14 Ashwin Willemse, 13 Wynand Olivier, 12 Wayne Julies, 11 JP Pietersen, 10 André Pretorius, 9 Ricky Januarie, 8 Bob Skinstad (cap.), 7 Danie Rossouw, 6 Wikus van Heerden, 5 Albert van den Berg, 4 Bakkies Botha, 3 CJ van der Linde, 2 Gary Botha, 1 Gurthro Steenkamp

Remplaçants : 16 John Smit, 17 BJ Botha, 18 Victor Matfield, 19 Juan Smith, 20 Bryan Habana, 21 François Steyn, 22 Percy Montgomery
Tonga

Titulaires : Soane Tonga'uiha, 2 Aleki Lutui, 3 Kisi Pulu, 4 Paino Hehea, 5 'Emosi Kauhenga, 6 Viliami Vaki, 7 Nili Latu (cap.), 8 Finau Maka, 9 Sione Tuipulotu, 10 Pierre Hola, 11 Joseph Vaka, 12 Epeli Taione, 13 Sukanaivalu Hufanga, 14 Tevita Tu'ifua, 15 Vungakoto Lilo

Remplaçants : 16 Ephraim Taukafa, 17 Taufa'ao Filise, 18 Inoke Afeaki, 19 Lotu Filipine, 20 Soane Havea, 21 Isileli Tupou, 22 Aisea Havili
Points marqués :
Afrique du Sud : 4 essais de Pienaar (18e, 65e), Smith (59e), Skinstad (62e), 2 transformations de Pretorius (19e), Montgomery (60e), 2 pénalités de Steyn (53e), Montgomery (76e)
L'Afrique du Sud, volontairement privée d'une grande partie de ses titulaires, souffre mille morts pour l'emporter avec le bonus face à une équipe des Tonga accrocheuse en diable. Malmenée et menée au score 7-10 au début de la deuxième mi-temps, elle doit son salut à l'entrée de plusieurs cadres qui lui permettent de s'envoler grâce à trois essais en 7 minutes (59e-65e). Les Tongiens survoltés recollent néanmoins au score grâce à deux essais dans les dix dernières minutes, et manquent même de l'emporter sur un dernier coup de pied à suivre de Pierre Hola qui sort en touche à quelques centimètres de la ligne des Springboks. Ils sont néanmoins récompensés de leur résistance par les acclamations nourries du Stade Félix-Bollaert et par un point de bonus. L'Afrique du Sud, elle, assure sa qualification pour les quarts de finale.

### Match 4: Afrique du Sud-États-Unis: 64-15 (30septembre2007,Stade de la MossonàMontpellier)
Date : 30 septembre 2007

Composition des équipes

Stade : Stade de la Mosson à Montpellier ( France)
Arbitre : Tony Spreadbury 
Composition des équipes :
Afrique du Sud

Titulaires : 1 Os du Randt, 2 John Smit (cap.), 3 BJ Botha, 4 Albert van den Berg, 5 Victor Matfield, 6 Wikus van Heerden, 7 Juan Smith, 8 Schalk Burger, 9 Fourie du Preez, 10 Butch James, 11 Bryan Habana, 12 François Steyn, 13 Jaque Fourie, 14 Akona Ndungane, 15 Percy Montgomery

Remplaçants : 16 Bismarck du Plessis, 17 CJ van der Linde, 18 Bakkies Botha, 19 Bobby Skinstad, 20 Ruan Pienaar, 21 Andre Pretorius, 22 JP Pietersen, 23 Wynand Olivier
États-Unis

Titulaires : 15 Chris Wyles, 14 Takudzwa Ngwenya, 13 Philip Eloff, 12 Vahafolau Esikia, 11 Salesi Sika, 10 Mike Hercus (cap.), 9 Chad Erskine, 8 Dan Payne, 7 Todd Clever, 6 Louis Stanfill, 5 Mike Mangan, 4 Alec Parker, 3 Chris Osentowski, 2 Owen Lentz, 1 Mike MacDonald

Remplaçants : 16 Blake Burdette, 17 Matekitonga Moeakiola, 18 Mark Aylor, 19 Henry Bloomfield, 20 Mike Petri, 21 Valenese Malifa, 22 Thretton Palamo
Points marqués :
Afrique du Sud : 9 essais de Burger (10e), Steyn (27e), Habana (35e, 42e), Van der Linde (48e), Du Preez (54e), Fourie (61e, 73e), Smith (77e), 8 transformations de Montgomery (11e, 28e, 36e, 49e, 49e, 55e, 62e), James (74e, 78e), 1 pénalité de Montgomery (16e) 

### Quart de finale: Afrique du Sud-Fidji: 37-20 (7octobre2007,Stade Vélodrome, àMarseille)
Date : 7 octobre 2007, 15:00
Stade : Stade Vélodrome, à Marseille ( France)
Arbitre : Alan Lewis 
Composition des équipes :
Afrique du Sud

Titulaires : 1 Os du Randt, 2 John Smit (cap.), 3 CJ van der Linde, 4 Bakkies Botha, 5 Victor Matfield, 6 Schalk Burger, 7 Juan Smith, 8 Danie Rossouw, 9 Fourie du Preez, 10 Butch James, 11 Bryan Habana, 12 François Steyn, 13 Jaque Fourie, 14 JP Pietersen, 15 Percy Montgomery

Remplaçants : 16 Gary Botha, 17 Gurthro Steenkamp, 18 Jannie du Plessis, 19 Johann Muller, 20 Wikus van Heerden, 21 Ruan Pienaar, 22 Wynand Olivier / Andre Pretorius
Fidji

Titulaires : 1 Graham Dewes, 2 Sunia Koto, 3 Henry Qiodravu, 4 Kele Leawere, 5 Ifereimi Rawaqa, 6 Semisi Naevo, 7 Akapusi Qera, 8 Sisa Koyamaibole, 9 Mosese Rauluni (cap.), 10 Seremaia Bai, 11 Sireli Bobo, 12 Seru Rabeni, 13 Kameli Ratuvou, 14 Vilimoni Delasau, 15 Norman Ligairi

Remplaçants : 16 Bill Gadolo, 17 Jone Railomo, 18 Aca Ratuva, 19 Wame Lewaravu, 20 Jone Daunivucu, 21 Waisea Luveniyali, 22 Gabiriele Lovobalavu
Points marqués :
Afrique du Sud : Afrique du Sud : 5 essais de Fourie (13e), Smit (35e), Pietersen (53e), Smith (69e), James (80e), 3 transformation de Montgomery (54e, 70e, 80e), 2 pénalités de Steyn (8e), Montgomery (63e)
Les Sud-Africains, qui avaient multiplié les déclarations confiantes avant le match, sont à deux doigts de reprendre l'avion prématurément. Après une première mi-temps moyenne, passée à vouloir défier au plus près de solides Fidjiens, ils mènent tout de même 20-6 à la 51e. Mais l'équipe des Fidji, flamboyante, joue son va-tout et inscrit deux essais en infériorité numérique (exclusion temporaire de Rabeni pour plaquage dangereux, 51e), égalisant à 20-20 à 20 minutes de la fin. Menée 20-23, elle aurait même pu prendre l'avantage à plusieurs reprises. Sans un plaquage miraculeux de l'ailier springbok JP Pietersen, sur le deuxième ligne Ifereimi Rawaqa qui était entré dans l'en-but, les Boks auraient dû s'employer pour gagner (68e). En fin de match, deux essais de Juan Smith et Butch James finissent par donner au score une ampleur flatteuse pour l'Afrique du Sud qui se qualifie sans gloire pour les demi-finales.

### Demi-finale: Afrique du Sud-Argentine: 37-13 (14octobre2007,Stade de France, àSaint-Denis)
Date : 14 octobre 2007, 21:00
Stade : Stade de France, à Saint-Denis ( France)
Arbitre : Steve Walsh 
Composition des équipes :
Afrique du Sud

Titulaires : 1 Os du Randt, 2 John Smit (cap.), 3 CJ van der Linde, 4 Bakkies Botha, 5 Victor Matfield, 6 Schalk Burger, 7 Juan Smith, 8 Danie Rossouw, 9 Fourie du Preez, 10 Butch James, 11 Bryan Habana, 12 François Steyn, 13 Jaque Fourie, 14 JP Pietersen, 15 Percy Montgomery

Remplaçants : 16 Bismarck du Plessis, 17 Jannie du Plessis, 18 Johann Muller, 19 Bobby Skinstad, 20 Ruan Pienaar, 21 Andre Pretorius, 22 Wynand Olivier
Argentine

Titulaires : 1 Rodrigo Roncero, 2 Mario Ledesma, 3 Martín Scelzo, 4 Ignacio Fernández Lobbe, 5 Patricio Albacete, 6 Lucas Ostiglia, 7 Juan Martín Fernández Lobbe, 8 Gonzalo Longo, 9 Agustín Pichot (cap.), 10 Juan Martín Hernández, 11 Horacio Agulla, 12 Felipe Contepomi, 13 Manuel Contepomi, 14 Lucas Borges, 15 Ignacio Corleto

Remplaçants : 16 Alberto Vernet Basualdo, 17 Omar Hasan, 18 Rimas Álvarez Kairelis, 19 Juan Manuel Leguizamón, 20 Nicolas Fernández Miranda, 21 Federico Todeschini, 22 Gonzalo Tiesi
Points marqués :
Afrique du Sud : 4 essais de Fourie du Preez (7e), Habana (32e, 77e), Rossouw (40e), 3 pénalités de Montgomery (17e, 71e, 75e), 4 transformations de Montgomery (8e, 33e, 41e, 78e)
Les deux équipes ont gagné tous leurs matchs jusqu'à présent.
Avant cette rencontre, les Springboks avait remporté les onze matchs disputés contre les Argentins (voir Afrique du Sud-Argentine en rugby à XV). Les Springboks enregistrent la rentrée de leur pilier CJ van der Linde et de Bobby Skinstad sur le banc des remplaçants. Les Springboks bonifient les déchets des attaques argentines pour prendre un large avantage au score. Sur une interception Bryan Habana ajoute un nouvel essai pour rejoindre Jonah Lomu, meilleur réalisateur lors d'une coupe du monde avec huit essais inscrits. L'Afrique du Sud est le seul favori au rendez-vous contre une équipe anglaise qu'elle a largement battue en 2007.

### Finale: Afrique du Sud-Angleterre: 15-6 (20octobre2007,Stade de France, àSaint-Denis)
Date : 20 octobre 2007, 21:00
Stade : Stade de France, à Saint-Denis ( France)
Arbitre : Alain Rolland 
Composition des équipes :
Angleterre

Titulaires : 1 Andrew Sheridan, 2 Mark Regan, 3 Phil Vickery (cap.), 4 Simon Shaw, 5 Ben Kay, 6 Martin Corry, 7 Lewis Moody, 8 Nick Easter, 9 Andy Gomarsall, 10 Jonny Wilkinson, 11 Mark Cueto, 12 Mike Catt, 13 Mathew Tait, 14 Paul Sackey, 15 Jason Robinson

Remplaçants : 16 George Chuter, 17 Matt Stevens, 18 Lawrence Dallaglio, 19 Joe Worsley, 20 Peter Richards, 21 Toby Flood, 22 Dan Hipkiss
Afrique du Sud

Titulaires : 1 Os du Randt, 2 John Smit (cap.), 3 CJ van der Linde, 4 Bakkies Botha, 5 Victor Matfield, 6 Schalk Burger, 7 Juan Smith, 8 Danie Rossouw, 9 Fourie du Preez, 10 Butch James, 11 Bryan Habana, 12 François Steyn, 13 Jaque Fourie, 14 JP Pietersen, 15 Percy Montgomery

Remplaçants : 16 Bismarck du Plessis, 17 Jannie du Plessis, 18 Johann Muller, 19 Wikus van Heerden, 20 Ruan Pienaar, 21 Andre Pretorius, 22 Wynand Olivier
Points marqués :
Angleterre : 2 pénalités de Wilkinson (12e, 44e)
L'Angleterre défend son titre en retrouvant l'Afrique du Sud qui l'avait nettement battue 36-0 en poule de qualification (Poule A). Les Sud-Africains sont favoris car pour atteindre ce stade de la compétition les Springboks ont marqué 263 points et 33 essais alors que les Anglais n'ont marqué que 134 points et 12 essais. Le vainqueur de la finale rejoindra au palmarès l'Australie qui a remporté deux fois la coupe du monde. Une victoire sur l'Angleterre permettrait à l'Afrique du Sud de prendre la tête du classement mondial IRB.
Les Springboks mènent à la mi-temps par 9-3 grâce à trois pénalités réussies par Percy Montgomery contre une pour les Anglais par Jonny Wilkinson. En début de seconde mi-temps, les Anglais manquent de très peu un essai mais l'arbitre considère que l'ailier Mark Cueto a mis le pied en touche, toutefois ils marquent 3 points à l'occasion de cette action grâce au coup de pied de pénalité accordé pour faute préalable. Les Sud-Africains remportent le match et la coupe du monde par 15-6 à l'issue d'un match sans essai et pendant lequel les défenses ont pris l'ascendant sur les attaques.
Les Springboks remportent la coupe du monde 2007 en étant invaincus à l'issue de la compétition, ils remportent un deuxième titre après celui acquis en 1995. Le pilier Os du Randt est le seul joueur sud-africain qui a remporté deux titres de champion du monde à douze ans d'intervalle.

## Meilleurs marqueurs d'essais sud-africains
1. Bryan Habana 8 essais
2. Jaque Fourie, JP Pietersen, Juan Smith 4 essais
3. Fourie du Preez, Percy Montgomery, Ruan Pienaar, 2 essais
4. Schalk Burger, Butch James, Danie Rossouw, Bob Skinstad, John Smit, François Steyn, CJ van der Linde, 1 essai

## Meilleur réalisateur sud-africain
1. Percy Montgomery 105 points, 2 essais, 22 transformations, 17 pénalités
2. Bryan Habana 40 points, 8 essais